# Gata, Söderköpings kommun
Gata är en bebyggelse sydost om Söderköping i Skönberga socken i Söderköpings kommun. SCB avgränsar här en småort sedan 2023.